# Ederson Moraes
Ederson Santana de Moraes, cunoscut ca Ederson (n. 17 august 1993, Osasco, São Paulo, Brazilia) este un fotbalist brazilian și portughez, care joacă pe post de portar la Manchester City în Premier League. Pe plan internațional, are prezențe la națională pentru Brazilia U-20⁠(d) și Brazilia.

## Carieră

### Benfica
Pe 27 iunie 2015 a fost transferat la Benfica cu un contract de 5 ani și o clauză de reziliere de 45 de millioane. Anterioara echipă, Rio Ave, menține un 50% din drepturile portarului. Sezonul 2015/16 avea să îl înceapă ca rezerva lui Julio Cesar.

### Manchester City
Pe 1 iunie 2017, Benfica face oficial transferul lui Ederson la Manchester City în schimbul la 40 de millioane de euro, devenind al doilea portar cel mai scump din toate timpurile după Gianluigi Buffon (52 de millioane).
Pe 10 mai 2018,Ederson a obținut recordul mondial pentru cea mai lungă lovitură a mingii în fotbal,reușind din a treia încercare să lovească mingea la 75.35 de metri,depășind precedentul record de 75 de metri.